# Número de la Bestia

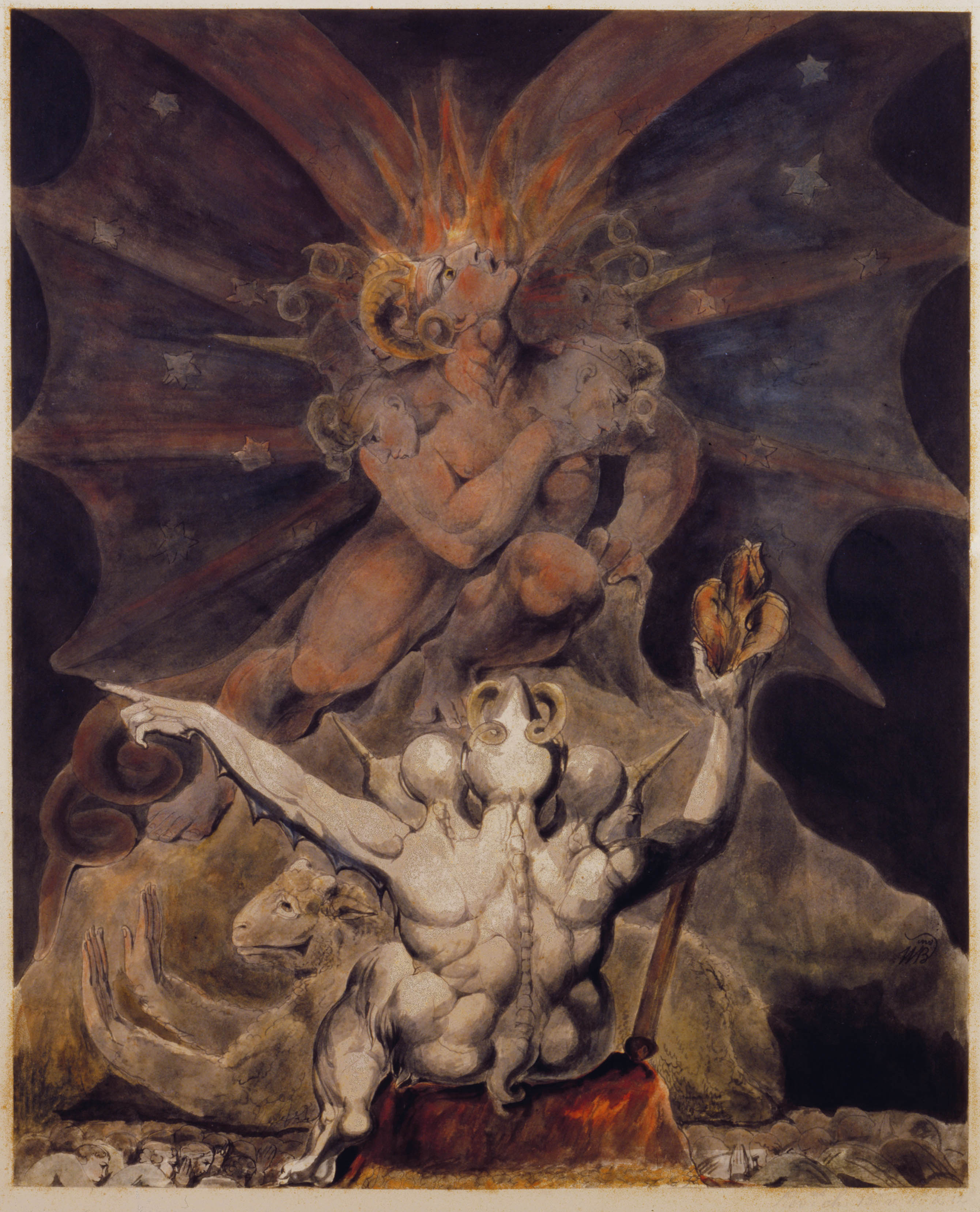
El número de la bestia, William Blake.

El número de la Bestia (en griego koiné: Ἀριθμὸς τοῦ θηρίου, "Arithmós toû thēríou") está asociado con la Bestia en el capítulo 13, versículo 18, del Apocalipsis. En la mayoría de los manuscritos del Nuevo Testamento y en las traducciones al español de la Biblia, el número de la Bestia es el 6 o el 666 χξϛ (en números griegos χ representa 600, ξ representa 60 y ϛ representa 6). El Papiro 115 (que es el manuscrito más antiguo conservado del Apocalipsis), así como otras fuentes antiguas como el Códice Ephraemi Syri Rescriptus, dan al número de la Bestia el χιϛ o χιϲ (traducido a números arábigos como 616) (χιϛ), no 666; ediciones críticas del texto en griego, como el «Novum Testamentum Graece», indican que χιϛ es una variante.

## En la Biblia

### χξϛ
El número de la Bestia es descrito en Apocalipsis 13:18. Varias traducciones dicen "Aquí está la Sabiduría. El que tenga entendimiento calcule [ ψηφισάτω, psephisato] el número de la Bestia...". La peculiar palabra griega ψηφισάτω (psephisato) es traducida como si se tratase del verbo "contar", "calcular" y también "votar" o "decidir".
En el «Textus Receptus», derivado de manuscritos del tipo textual bizantino, el número seiscientos sesenta y seis es representado por los números griegos χξϛ con la letra griega stigma (ϛ) representando el número 6. De este modo, Apocalipsis 13:17-18 dice:

17καὶ ἵνα μή τις δύνηται ἀγοράσαι ἢ πωλῆσαι εἰ μὴ ὁ ἔχων τὸ χάραγμα, τὸ ὄνομα τοῦ θηρίου ἢ τὸν ἀριθμὸν τοῦ ὀνόματος αὐτοῦ.
18Ὧδε ἡ σοφία ἐστίν· ὁ ἔχων τὸν νοῦν ψηφισάτω τὸν ἀριθμὸν τοῦ θηρίου· ἀριθμὸς γὰρ ἀνθρώπου ἐστί· καὶ ὁ ἀριθμὸς αὐτοῦ χξϛʹ.

17y que ninguno pudiese comprar ni vender, sino el que tuviese la marca, o el nombre de la Bestia, o el número de su nombre.

18Aquí está la sabiduría. El que tenga entendimiento, calcule el número de la Bestia, porque es número de hombre; y su número es 666.

En varias ediciones de la Biblia griega, el número está escrito en palabras, ἑξακόσιοι ἑξήκοντα ἕξ, hexakósioi hexēkonta héx, que significa "seiscientos sesenta y seis":

### χιϛ
Aunque Ireneo de Lyon (siglo II d. C.) afirmó que el número era 666 e informó de varios errores de escritura del número, los teólogos han dudado sobre la lectura tradicional por aparecer el 616 en el Códice Ephraemi Syri Rescriptus (conservado en París y uno de los cuatro grandes códices unciales), así como en la versión en latín de Ticonio Afro (DCXVI, ed. Souter en el Journal of Theology, SE, abril de 1913), y en una versión armenia antigua (ed. Conybeare, 1907). Ireneo conocía la versión del 616 pero no la adoptó (Contra las herejías, V, 30). En la década de 380, corrigiendo la existente versión en latín del Nuevo Testamento con la Vulgata, Jerónimo de Estridón mantuvo el 666.

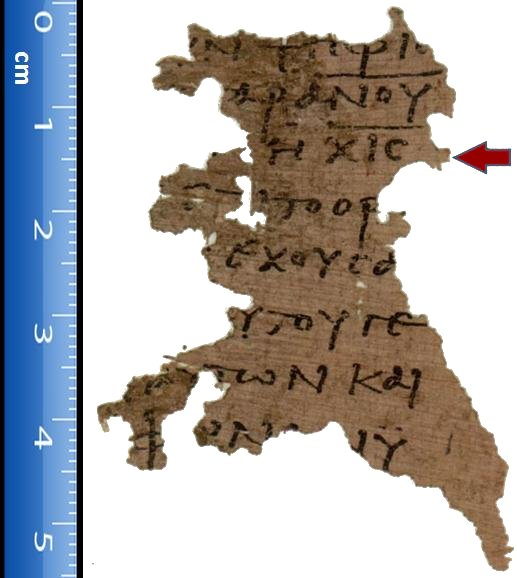
Fragmento del Papiro 115 en el volumen 66 de las series de Oxirrinco (P. Oxy. 4499). Tiene el "número de la Bestia" como el χιϛ, 616.

En 2005, un fragmento del Papiro 115, tomando de Oxirrinco, fue descubierto por el Museo Ahsmolean de la Universidad de Oxford. Daba a la Bestia el número 616 (χις). Este fragmento es el manuscrito más antiguo (de hace unos 1,700 años) de Apocalipsis 13 que se ha encontrado. El Códice Ephraemi Syri Rescriptus, conocido antes del papiro 115 pero datado como posterior, tiene 616 escrito en letras: ἑξακόσιοι δέκα ἕξ, hexakosioi deka hex ("seiscientos dieciséis").
El Papiro 115 y el Códice Ephraemi Syri Rescriptus han llevado a algunos académicos a considerar el 616 el número original de la Bestia. Según Paul Louis, "El número 666 ha sustituido al 616 por analogía con el 888, el número [griego] de Jesus (Gustav Adolf Deissmann), o porque es un número triangular, la suma de los primeros 36 números (1+2+3+4+5+6+...+36 = 666)".

## Interpretaciones
La identidad de la Bestia y el número de la Bestia generalmente se interpretan aplicando uno de estos tres métodos:: 718 
1. Usando la gematría para encontrar los números que equivalen a los nombres de los líderes mundiales, para buscar una coincidencia con el número bíblico.
2. Tratando el número de la Bestia como una duración de tiempo.
3. Vinculación de las imágenes bíblicas y el simbolismo del Anticristo con las características de los líderes mundiales que se oponen al cristianismo.

En isopsefía del griego coiné y en gematría hebrea, cada letra tiene un valor numérico correspondiente. La suma de estos números da un valor numérico a una palabra o nombre.

### Nerón

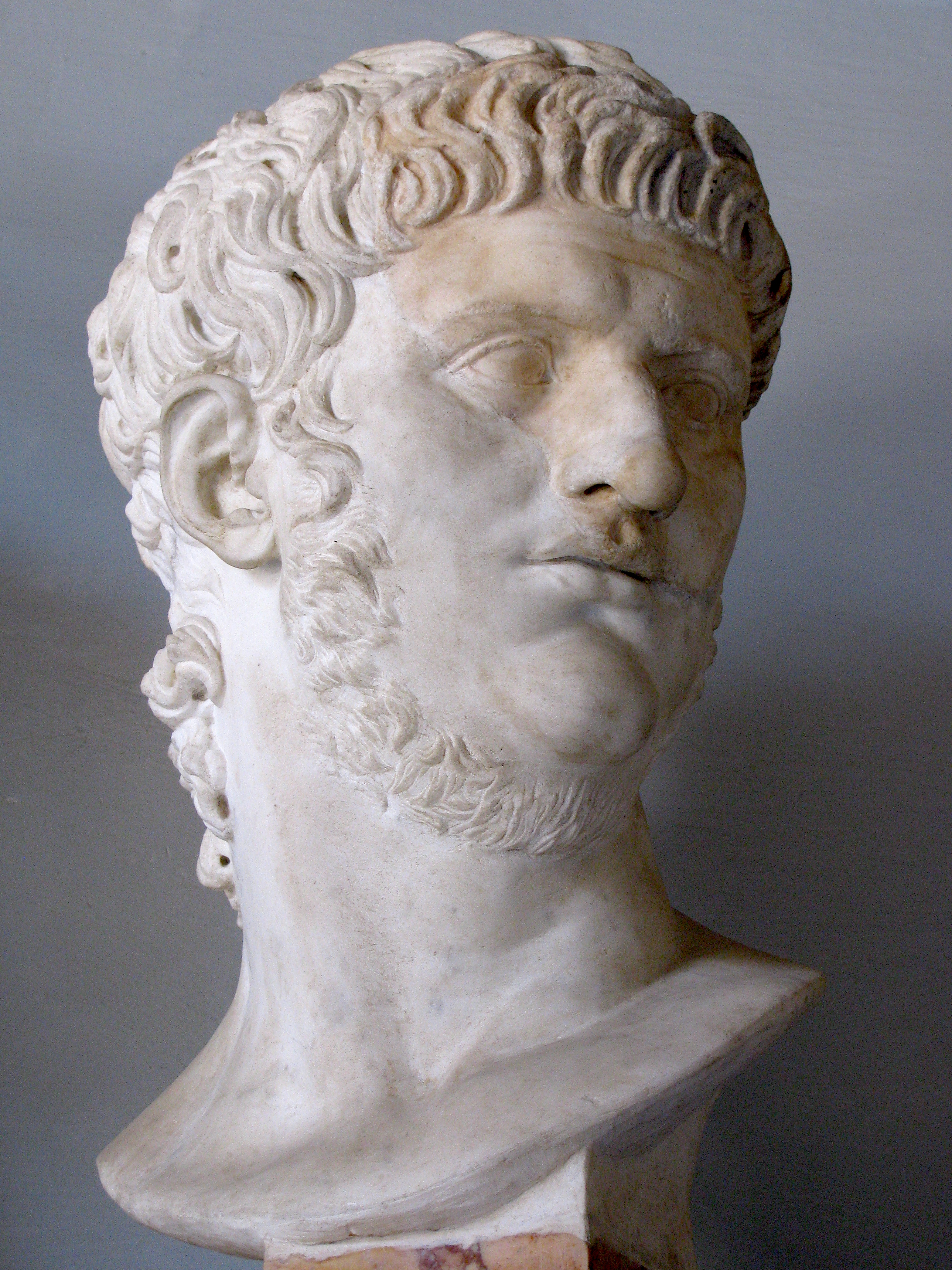
Busto de Nerón en el Museo Capitolino de Roma.

Los teólogos preteristas suelen apoyar la interpretación de que el 666 es el equivalente numérico al nombre y el título del césar Nerón (emperador romano del 54 al 68 d. C.). "César Nerón" en el alfabeto hebreo es נרון קסר NRON QSR, que cuando se interpreta numéricamente representa los números 50 200 6 50 100 60 200, que suman 666.
El término griego χάραγμα (charagma, "marca" en Apocalipsis 13:16) se usaba más comúnmente para impresiones en documentos o monedas. Está bien atestiguado que el charagma fue un sello imperial romano utilizado en documentos oficiales durante los siglos I y II. Durante el reinado del emperador Decio (249–251 d. C.), los que no poseían el certificado de sacrificio (libellus) al césar no podían realizar oficios, una prohibición que posiblemente se remonta a Nerón, lo que recuerda a lo dicho en Apocalipsis 13:17.
Los preteristas argumentan que el Apocalipsis fue escrito antes de la destrucción del Templo de Jerusalén, estando Juan exiliado por Nerón en Patmos. La mayoría de los eruditos, sin embargo, argumentan que fue escrito después de que Nerón se suicidara en el año 68 d. C. Our Sunday Visitor's Catholic Encyclopedia señala que el Apocalipsis fue "escrito durante la última parte del reinado del emperador romano Domiciano, probablemente en el 95 o 96 d. C.".

Académicos protestantes adicionales están de acuerdo. Berthold-Bond (1989) apunta que el consenso es que el Apocalipsis fue escrito alrededor del año 95 d. C.. Lewis junto con otros académicos, señala que el Apocalipsis fue escrito hacia el 95 d. C.. Como algunos creen que Apocalipsis 13 habla de un futuro evento profético, algunos han argumentado que la interpretación de Nerón presente en el cumplimiento es imposible si fue escrito unos 30 años después de su muerte. Sin embargo, circularon rumores de que Nerón no había muerto realmente y que volvería al poder.
También se ha sugerido que la referencia numérica a Nerón era un código para implicar, pero no identificar directamente, al emperador Domiciano, cuyo estilo de gobierno se asemejaba al de Nerón, que cobraba fuertes impuestos a la gente de Asia (Lidia), para a quien se dirige principalmente el Libro de Apocalipsis. También se puede observar la leyenda de Nero Redivivus que afirma que Nerón volvería a la vida; "Después del suicidio de Nerón en el año 68 d. C., hubo una creencia generalizada, especialmente en las provincias orientales, de que no estaba muerto y que de alguna manera regresaría. Suetonio (XL) relata cómo los astrólogos de la corte habían predicho la caída de Nerón pero que tendría poder en el este. Y, de hecho, al menos tres falsos pretendientes se presentaron como Nerón "redivivus" (resucitado).
Un pergamino arameo de Wadi Murabba'at, fechado en "el segundo año del emperador Nerón", se refiere a él por su nombre y título. En hebreo es Nron Qsr (pronunciado "Nerōn Kaisar"). En latín es Nro Qsr (pronunciado "Nerō Kaisar").
La versión griega del nombre y título transliterada se transforma en hebreo en נרון קסר, y arroja un valor numérico de 666, como se muestra:
| Resh (ר) | Samekh (ס) | Qoph (ק) | Nun (נ) | Vav (ו) | Resh (ר) | Nun (נ) | Suma |
| 200      | 60         | 100      | 50      | 6       | 200      | 50      | 666  |
La versión latina del nombre elimina la segunda Nun (נ), de modo que aparece como Nro y se transcribe en hebreo como נרו קסר, dando 616:
| Resh (ר) | Samekh (ס) | Qoph (ק) | Vav (ו) | Resh (ר) | Nun (נ) | Suma |
| 200      | 60         | 100      | 6       | 200      | 50      | 616  |

### Mahoma
La gematría también se ha utilizado con la palabra Maometis (griego antiguo: Μαομέτις); que los eruditos han descrito como una latinización dudosa y oscura de una transliteración griega del nombre árabe محمد (Muhammad). Uno de los principales defensores de la interpretación de Maometis fue Walmesley, el obispo católico de Rama. Entre otros defensores están los teólogos católicos de los siglos XVI y XVII Gilbert Genebrard, François Feuardent y René Massuet. Maometis en numeración griega suma 666:
| Μ  | α | ο  | μ  | ε | τ   | ι  | ς   | Suma |
| 40 | 1 | 70 | 40 | 5 | 300 | 10 | 200 | 666  |
Thom (1923) rechaza "Maometis" como una traducción válida, observando que

de las siete formas diferentes en que el nombre de Mahoma está escrito en Eutimio y [por] los historiadores bizantinos, ninguna es la ortografía en cuestión

Ninguna de las grafías usadas suman 666 bajo gematria griega.
Setton (1992) critica la idea: Mahoma fue difamado con frecuencia y se convirtió en tema de "leyendas", enseñadas por los predicadores como un "hecho".: 1–5  Por ejemplo, para mostrar que Mahoma era el anticristo, se afirmó que Mahoma no murió en el año 632 sino en el año 666. En otra variación del tema, el número "666" también se usó para representar el período de tiempo durante el cual los musulmanes dominarían la tierra.: 4–15  En Quia maior, la encíclica que llamaba a la Quinta Cruzada, Eutimio Zigabeno y Juan Zonaras escribieron el nombre como "Maometh" y Jorge Cedreno escribió el nombre como "Mouchoumet". Ninguno utilizó la palabra "Maometis".

### Otras teorías
Una conjetura al respecto del 616 se basa en que los romanos expresaban los números con letras con distinto valor. Así, la cifra 666 es, en numeración romana, DCLXVI. Este acrónimo vendría a significar: Domitius (o Domitianus) Caesar Legatos Xti Violenter Interfecit, que traducido es: Domicio (o Domiciano) César mató vilmente a los enviados de Cristo. Domicio es el nombre del emperador Nerón antes de ser adoptado por el emperador Claudio como hijo suyo. La cifra apuntaría a Nerón o al emperador Domiciano, famosos ambos por sus persecuciones a los cristianos.
El lingüista Francesco Carotta afirma que el número 666 se refiere a Cleopatra. En un artículo especializado: Die ΑΠΟΚΑΛΥΨΙΣ ΙΩΑΝΝΟΥ als Palimpsest der Taten Octavians (El Apocalipsis de Juan como palimpsesto de los hechos de Octaviano), rechaza hipótesis históricas obsoletas (Nerón, Domiciano, etc.), mostrando que solo Cleopatra explica las tres variantes encontradas en los manuscritos: 616, 666 y 665.
ΚΛΕΟΠΑΤΡΑ Θ(εα) – Κ' 20 + Λ' 30 + Ε' 5 + Ο' 70 + Π' 80 + Α' 1 + Τ' 300 + Ρ' 100 + Α' 1 + Θ' 9 = 616
ΚΛΕΟΠΑΤΡΑ Θ(εα) N(εωτερα) – Κ' 20 + Λ' 30 + Ε' 5 + Ο' 70 + Π' 80 + Α' 1 + Τ' 300 + Ρ' 100 + Α' 1 + Θ' 9 + Ν' 50 = 666
ΚΛΕΟΠΑΤΡΑ Θ(εα) N(εωτερα) – Κ' 20 + Λ' 30 + Ε' 5 + Ο' 70 + Π' 80 + Α' 1 + Τ' 300 + Ρ' 100 (+ Α' 1) + Θ' 9 + Ν' 50 = 665

### El 666 dentro de las denominaciones protestantes
En el documento atribuido falsamente al emperador Constantino I, por medio del cual este habría donado a la Iglesia católica la ciudad de Roma y todo el Imperio romano de Occidente, el título papal en latín aparece como Vicarivs Filii Dei (vicario del Hijo de Dios) aunque en realidad el título papal es Vicarius Christi (vicario de Cristo). De acuerdo a Urias Smith si se suman las letras latinas usando la numeración romana a través del método de isopsefía, de ese título, se obtiene el 666, siempre que IV no sea igual a 4 sino 6 al contarse letra por letra, como se muestra a continuación:
- Para VICARIVS: V = 5, I = 1, C = 100, I= 1 V = 5;
- para FILII: I = 1, L = 50, I = 1, I = 1;
- para DEI: D = 500, I = 1; total 666.

La interpretación historicista de los libros proféticos de la Biblia, usada por teólogos protestantes famosos como Martín Lutero (quien escribió En el cautiverio babilónico de la Iglesia), Juan Calvino y John Knox, identifica a la Bestia de Apocalipsis con la Iglesia católica.
La mayoría de las tempranas iglesias protestantes, como los Adventistas del Séptimo Día, se han basado en ese título para indicar que el Anticristo será un papa o lo es todo el papado en su conjunto.
Opositores a los Adventistas señalan que en el nombre de una de sus principales impulsoras, Ellen Gould White, si se sumaran las letras latinas usando la numeración romana a través del método de isopsefía, de su propio nombre, también se obtendría el número 666, como se muestra a continuación:
- Para ELLEN: L = 50, L = 50;
- para GOULD: U = 5, L = 50, D= 500;
- para WHITE: V = 5, V =5; I= 1; total 666.

Dichos opositores ven a Ellen G. White como un Anticristo o una falsa profetisa.

## La marca de la Bestia
La palabra griega clásica charagma (χάραγμα), traducida como "marca" (de la Bestia) en Apocalipsis 13:16 también puede significar cualquier marca grabada, impresa o marcada; dinero, documento o moneda timbrada.
La marca de la Bestia se interpreta de manera diferente en los cuatro puntos de vista principales de la escatología cristiana.

### Preterismo
Una visión preterista común de la marca de la Bestia (centrándose en el pasado) es la imagen estampada de la cabeza del emperador en cada moneda del Imperio romano: el sello en la mano o en la mente de todos, sin el cual nadie podría comprar o vender. El erudito del Nuevo Testamento C.C. Hill señala: "Es mucho más probable que la marca simbolice el poder económico omniabarcante de Roma, cuya misma acuñación llevaba la imagen del emperador y transmitía sus pretensiones de divinidad (p. ej., al incluir los rayos del sol en el retrato del gobernante). Se había vuelto cada vez más difícil para los cristianos funcionar en un mundo en el que la vida pública, incluida la vida económica de los gremios comerciales, requería la participación en la idolatría".
Adela Yarbro Collins indica además que la negativa a usar monedas romanas daba como resultado que "ningún hombre pudiera comprar o vender". Craig R. Koester ofrece una opinión similar. "A medida que se realizaban las ventas, la gente usaba monedas que tenían las imágenes de los dioses y emperadores de Roma. Por lo tanto, cada transacción que usaba tales monedas era un recordatorio de que la gente estaba avanzando económicamente al depender de poderes políticos que no reconocían al Dios verdadero".
En el año 66 d. C., cuando Nerón era emperador, y cuando algunos eruditos dicen que se escribió Apocalipsis, los judíos se rebelaron contra Roma y acuñaron su propia moneda.
El pasaje también se ve como un paralelismo antitético con la filacteria judía—textos de la Biblia hebrea que se usan atados al brazo y la frente durante la oración diaria. En lugar de vincular su lealtad a Dios con su brazo y cabeza, el lugar se toma para la lealtad de la gente a la Bestia.

### Idealismo
El idealismo, también conocido como enfoque alegórico o simbólico, es una interpretación del libro de Apocalipsis que ve las imágenes del libro como símbolos no literales.
Dado que los números se usan en sentido figurado en todo el Libro de Apocalipsis, los idealistas también interpretan este número en sentido figurado. La sugerencia común es que debido a que siete es un número de "integridad" y está asociado con lo divino, seis es "incompleto" y los tres seis son "inherentemente incompletos".: 722 

### Historicismo
Los historicistas creen que Apocalipsis articula una gama completa de la historia de la iglesia cristiana, desde los días de Juan hasta la segunda venida de Cristo. Se alude a Daniel 2:28 y 2:45; La visión de Daniel usa símbolos que dan una secuencia de eventos futuros en la historia, desde el imperio babilónico, pasando por el período medo-persa, Grecia y Roma, continuando hasta el final de la civilización actual.
Este volumen apocalíptico se basa en el enfoque de Daniel, centrándose en los puntos principales de la historia cristiana: la cruz de Cristo (Ap. 5:6, 9, 12); la Segunda Venida (Ap. 14:14–16; 19:11–16); el milenio con Satanás encadenado (Ap. 20:1–6); la tercera venida de Cristo a la tierra junto con sus leales seguidores y la destrucción de Satanás y de aquellos que rechazaron a Cristo (Ap. 20:7–15); y la creación de nuevos cielos y una nueva tierra donde la muerte, el dolor y el pecado cesen y Dios more con su pueblo (Ap. 21:1–8, 21:22–27; 22:1–5). El Libro de Daniel se divide en dos partes: la narración histórica del cautiverio de Judá y las profecías que apuntan tanto al Mesías prometido como a los acontecimientos del fin del mundo. La atención al texto de Apocalipsis ayuda al estudiante de la profecía bíblica al mostrar cómo el apóstol Juan y Jesús pretendían que interpretáramos la literatura apocalíptica bíblica tal como se encuentra en Daniel.
Los Adventistas del Séptimo Día creen que la "marca de la Bestia" (pero no el número 666) es recibida con la observancia del domingo como día de descanso en lugar del sábado. "Aquellos que rechacen el memorial de la creación de Dios, el sabbath bíblico, eligiendo adorar y honrar el domingo con pleno conocimiento de que no es el día de adoración señalado por Dios, recibirán la 'marca de la Bestia'". "El domingo sabbath es puramente un hijo del Papado. Es la marca de la Bestia”.

### Futurismo
Algunos grupos cristianos fundamentalistas interpretan la marca como un requisito para todo el comercio en el sentido de que la marca podría ser en realidad un objeto con la función de una tarjeta de crédito, como un microchip implantado. Algunos de estos grupos creen que la implantación de chips puede ser la impresión de la marca de la Bestia, profetizada como un requisito para todo comercio y un precursor de la ira de Dios. Se plantearon objeciones similares sobre los códigos de barras tras su introducción. Mary Stewart Relfe escribió «El nuevo sistema monetario 666» («The new money system 666») (1982), donde señaló que todos los códigos de barras tenían 3 secciones siempre iguales, con barras más largas que el resto y que el número 6 se codificaba de la misma manera.